# Zilwaukee
Zilwaukee é uma cidade localizada no estado americano de Michigan, no Condado de Saginaw.

## Demografia
Segundo o censo americano de 2000, a sua população era de 1799 habitantes.
Em 2006, foi estimada uma população de 1708, um decréscimo de 91 (-5.1%).

## Geografia
De acordo com o United States Census Bureau tem uma área de
5,9 km², dos quais 5,7 km² cobertos por terra e 0,2 km² cobertos por água.

## Localidades na vizinhança
O diagrama seguinte representa as localidades num raio de 8 km ao redor de Zilwaukee.